# Cirque Calder

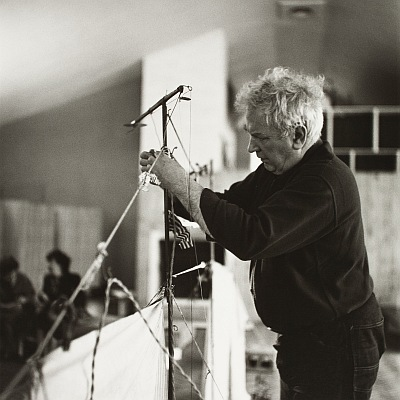
Alexander Calder bei der Vorführung (1951)

Cirque Calder, im anglo-amerikanischen Sprachraum Calder’s Circus, war das erste Hauptwerk des US-amerikanischen Künstlers Alexander Calder. Der 1926–1931 in Paris entstandene Miniaturzirkus unterscheidet sich deutlich von Calders weitaus bekannteren Mobiles und Stabiles. Die kaum 15 cm großen, grob gearbeiteten Zirkusfiguren übten ihre Faszination erst durch die Animation ihres Schöpfers aus. Jede Aufführung war einzigartig, womit der Cirque der Kunstform Performance Art zugeschrieben wird. Neben seiner Spontanität verschafften auch Komik und Direktheit dem Amerikaner Zugang zur Avantgarde der französischen Kunstmetropole. Zu seinen Vorstellungen kamen angesehene Künstler und Literaten wie Fernand Léger, Piet Mondrian, Joan Miró, Man Ray und Jean Cocteau. Dokumentiert sind etwa siebzig Inszenierungen, die meisten in Paris und etwa dreißig in den Vereinigten Staaten. Die letzte Aufführung fand 1961 in Frankreich in Saché statt. Aufbewahrt wird die ca. siebzig Exponate umfassende Zirkustruppe im Whitney Museum of American Art in New York City.

## Beschreibung
Der Cirque Calder besteht aus über 70 ca. 15 cm hohen Miniaturfiguren und -tieren und fast 100 Accessoires wie Netze, Fahnen, Teppiche und Lampen sowie über 30 Musikinstrumenten, Schallplatten und Krachmachern. Als Materialien verwendete Calder Draht, Holz, Metall, Stoff, Garn, Papier, Pappe, Leder, Schnüre, Gummischläuche, Korken, Knöpfe, Strasssteine, Pfeifenreiniger und Kronkorken. In ihrer bewusst grob behauenen und unfertigen Erscheinung und ihrer zum Teil recht bizarren Kleidung oder Ausstattung wirken die Figuren allein schon durch ihr Äußeres spaßig und humorig. Das Besondere jedoch sind die Ideen, mit denen Calder seiner Truppe Leben einhauchte. Einige Beispiele sind:
- Der Sprechstallmeister Monsieur Loyal, im englischen Sprachraum Ringmaster, beeindruckte in Frack und Zylinder. Seine Arme konnten bewegt werden und für seine Ankündigung ein Sprachrohr zum Mund führen. Mit der im Hintergrund angeblasenen Trillerpfeife sorgte er für Aufmerksamkeit.[3]
- Der kleine Clown Trumpeteer hatte einen Ballon im Mund. Er wurde lebendig, wenn Calder durch einen Schlauch so lange Luft in den Ballon blies, bis dieser die vor ihm stehende Bärtige Dame umwarf und zerplatzte.[4]
- Ein anderer Clown tauchte zunächst in einem langen dunklen Mantel auf. Aufmerksamkeit erregte er dann, wenn Calder seine Kleidung Schicht für Schicht auszog, bis er sich als mageres Drahtmännlein in einem dünnen Overall entpuppte.
- Beim Elefanten führte ein Schlauch längs durch den gesamten Körper und hing vorne als Rüssel in seinem Futtertrog. Blies Calder in den Schlauch, stiebten winzige Papierschnipsel wie eine Fontäne zu allen Seiten.[5]
- Im Körper der Bauchtänzerin Fanni war eine Helix verborgen. Mittels einer Kurbel setzte Calder die Mechanik in Bewegung – und die Figur ließ ihre Hüften kreisen.[6]
- Das fliegende Trapez bestand wie im Zirkus aus zwei Trapezen. Die von Calder in Schwingung gebrachten Artisten waren mit Drahthaken ausgestattet, die ähnlich wie Hände greifen konnten. Missglückte ein Flug, fielen die Drahtfiguren in ein locker gespanntes Netz.
- Ein Dompteur ließ seine Peitsche knallen. Nachdem Calder den aus Draht und einem orangefarbenen Stoffkopf gefertigten Löwen aus seinem Käfig genommen hatte, „führte dieser einige Akrobatik vor und ließ dann, auf einem Sockel sitzend, zwei oder drei Kastanien fallen, die ich schnell mit Sägemehl bedeckte“. Da „Moschus-Parfüm zu teuer“ war, gab Calder seinen Plan, Gerüche hinzuzufügen, auf.[7][8]

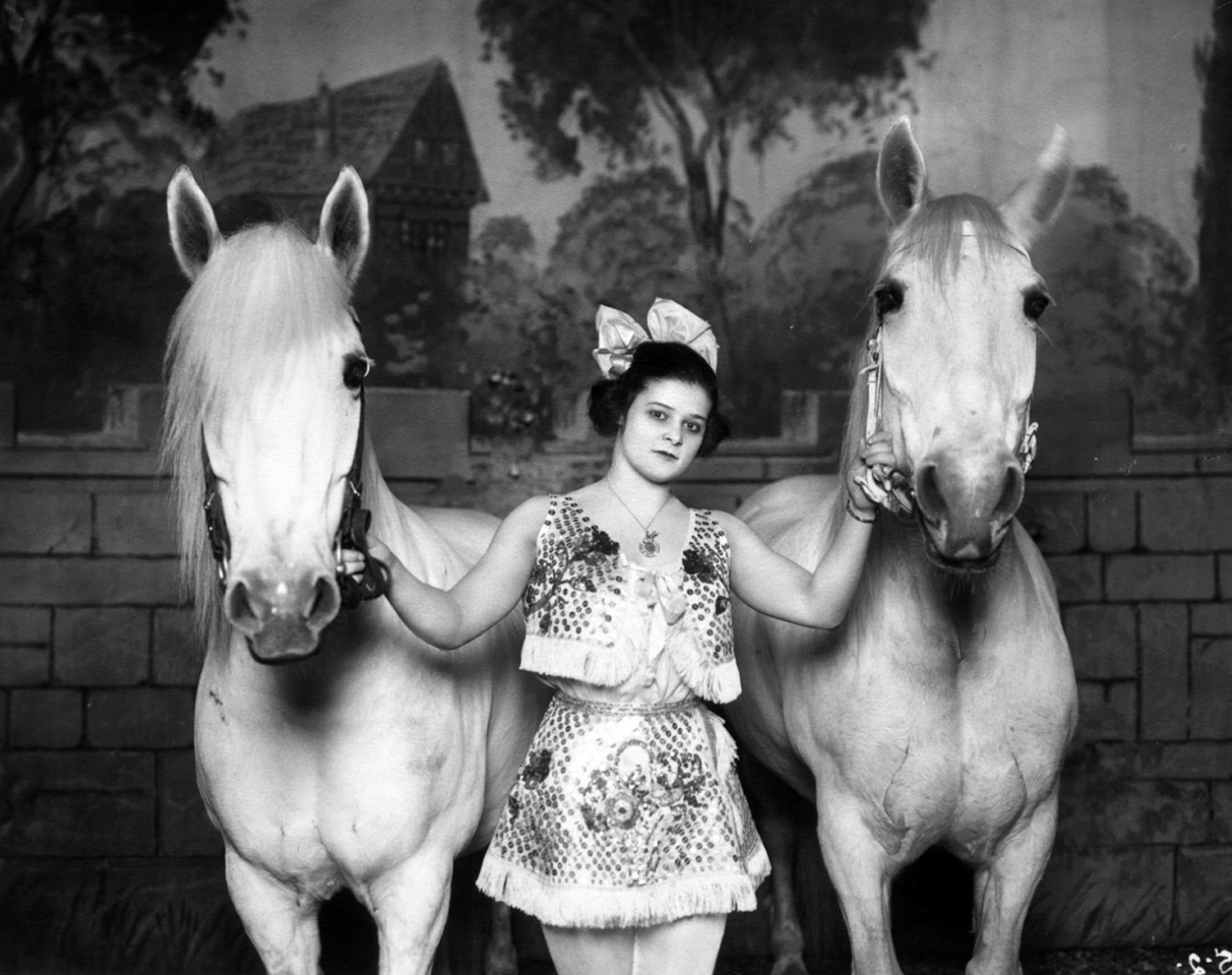
Die Kunstreiterin May Wirth (1920)

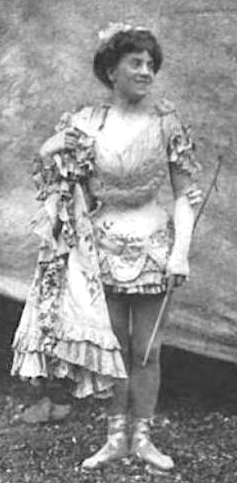
Die Trickreiterin Ella „Madame“ Bradna (1907)

Den Miniaturzirkus bevölkerten außerdem Bodenakrobaten, Stehaufmännchen, abgerichtete Hunde, Schlappseil-Artisten, ein Schwertschlucker, der Sultan von Senegambien, der Speere und Äxte schleuderte, Don Rodriguez Kolynos, der eine todesmutige Rutschpartie auf einem Drahtseil riskierte, und etliche weitere Akteure. Einige von ihnen waren Zirkuslegenden nachempfunden, wie Rigoulot der Starke, der sein Können als Gewichtheber zeigte. Die Bewegung beeinflusste Calder mittels einer Kordel. Lockerte er diese, beugte sich die Drahtfigur nach vorne und ergriff mit ihren Drahthaken die Langhantel. Das Straffen der Kordel bewirkte, dass der Gewichtheber sich zunächst aufrichtete, dann, so schien es, ächzend das schwere Gewicht hob und es beim Nach-hinten-Beugen auf Überkopfhöhe stemmte. Die Kunstreiterin mit der großen Schleife soll dem einstigen Barnum & Bailey „bareback riding star“ May Wirth aufs Haar geglichen haben. Calders Pegasus-Wagen, mit Hunden, die um die Räder kreisen, war wohl dem Gespann von Ella „Madame“ Bradna, einer weiteren Attraktion von Barnum & Bailey, nachempfunden. Bei seinem rauchenden Clown sollen manche Besucher die behaarten Beine des legendären Pariser Clowns Albert Fratellini erkannt haben.

## Entstehungsgeschichte

### Calders Weg zum Zirkus und zur Kunst

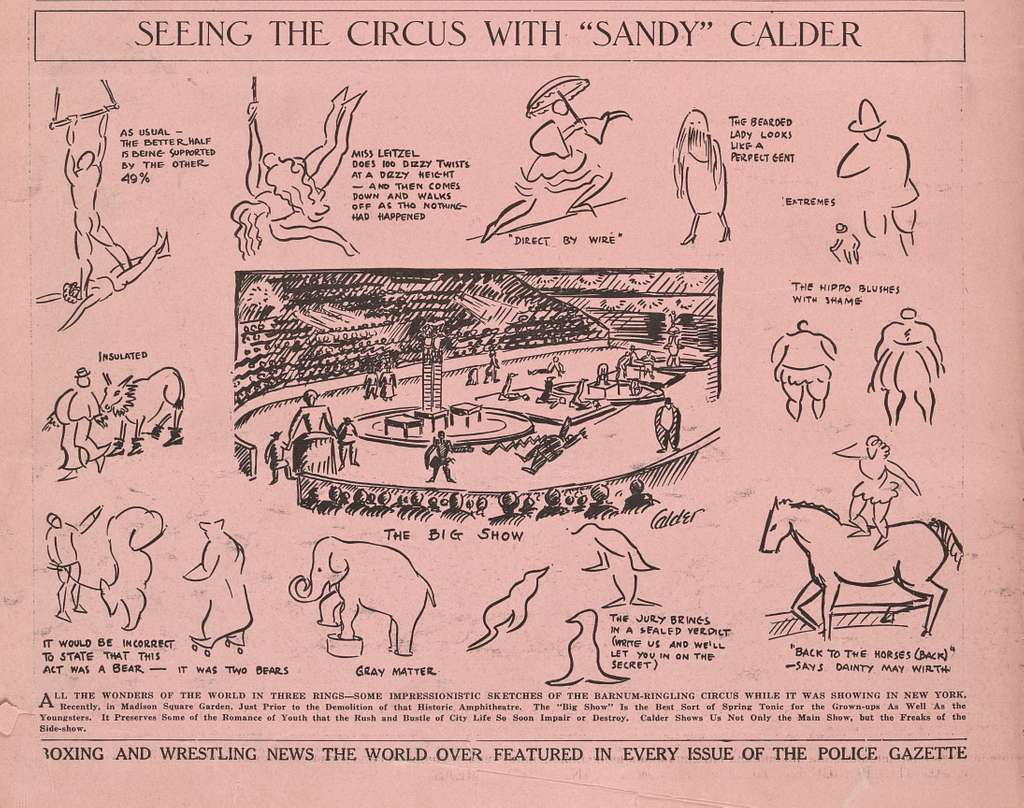
Seeing the Circus with ‚Sandy‘ Calder, The National Police Gazette, 23. Mai 1925

Die Kunst zu seinem Beruf zu machen, war eine Entscheidung, die Calder erst im Frühjahr 1923 traf. Zunächst hatte er sich für die Fachrichtung Maschinenbau interessiert, sein Studium im Juni 1919 abgeschlossen, dann bei einem Hydraulikingenieur gearbeitet und nebenbei Abendkurse im Zeichnen besucht. Zum Richtungswechsel animierte ihn ein Ingenieur in Vancouver. Nach New York zurückgekehrt, schrieb er sich in der dortigen Art Students League ein und belegte eine Reihe von Zeichen- und Malkursen. Seine erste bezahlte Arbeit als Illustrator fand Calder 1924 bei The National Police Gazette.
Einer der Aufträge führte ihn zum Ringling Bros. and Barnum & Bailey Circus, wo er im Frühjahr 1925 zwei Wochen lang die Artisten und Zirkustiere zeichnete. Das Ergebnis veröffentlichte die Illustrierte am 23. Mai 1925 unter dem Titel „Seeing the Circus with ‚Sandy‘ Calder“ (Zirkusbesuch mit „Sandy“ Calder). Im darauf folgenden Winter entstanden hunderte Pinselzeichnungen von Tieren im Bronx Zoo und im Central Park Zoo. Auf einer Florida-Reise suchte Calder das Winterquartier des Zirkus in Sarasota auf, war fasziniert von den Zelten und hielt sie in einigen Skizzen fest. Ebenfalls von 1925 datiert sein erstes Ölgemälde zum Thema: The Flying Trapeze. Es zeigt eine Darbietung weiblicher und männlicher Luftakrobaten am Fliegenden Trapez. Die Zirkusränge sind voll besetzt, alle Gesichter dem Geschehen zugewendet. Ein großes Netz füllt die gesamte Bildbreite aus und sorgt zusammen mit der Trapezkonstruktion für einen inneren Rahmen. Der Blick des Betrachters wird auf die Zirkusnummer gelenkt.
In New York hatte Calder ein Zimmer in der Wohnung von Alexander Brook, Direktor des Whitney Studio Clubs, gemietet. Anfang 1926 baute er dort den Humpty-Dumpty-Zirkus der Kinder aus: Er setzte die Spielsachen in Bewegung, ließ „einen Elefanten im Kreis gehen“ und erfand einen Mechanismus, der „einen Clown auf seinen Rücken heben“ konnte. Etwa zu dieser Zeit keimte in ihm der Wunsch nach einem Aufenthalt im fernen Europa: „Paris seemed the place to go“ (Paris schien der richtige Ort zu sein), sollte er später in seinen Aufzeichnungen festhalten. Am 20. Juli 1926 erreichte er London und setzte nach einem viertägigen Zwischenstopp seine Route über Le Havre nach Paris fort. Dort traf er sich mit dem Vater eines Studienkollegen und checkte im selben Hotel ein wie er. Die Kreativität der im Quartier du Montparnasse ansässigen Künstlerszene sollte schon bald ihren Einfluss auf den noch wenig erfahrenen Künstler ausüben.

### Erste künstlerische Erfolge mit Drahtskulpturen
„In meinem ersten Jahr in Paris traf ich einen Serben, der sagte, er sei im Spielzeughandel tätig, und der mir versicherte, mit der Erfindung von mechanischem Spielzeug gut leben zu können. Da ich nicht viel Geld hatte, war ich interessiert.“ In seiner 1952 veröffentlichten „Kleinen Geschichte meines Zirkus“ schildert der Neuankömmling die ersten Schritte zum Cirque Calder. Ab Herbst 1926 entstanden zumeist Tierfiguren – Pferde, Ente mit Schlange, eine Kuh etc. – aus Draht, Holz und Stoff, einige von ihnen beweglich. Auf Anregung des spanischen Bildhauers José de Creeft stellte Calder seine Stücke im Frühjahr 1927 im Salon des Humoristes aus. Mit dem Vorschlag eines Freundes, Figuren komplett aus seinem Hauptmaterial Draht zu fertigen, begann die Ära der von ihm selbst so bezeichneten „Drahtskulptur“ (sculpture en fil de fer bzw. wire sculpture). Sie brachte Alexander Calder auf dem Montparnasse den Namen „Drahtkönig“ (le roi du fil de fer) ein.
Der Kunsthistoriker James Johnson Sweeney sah in den filigranen Gebilden „dreidimensionale, mittels Drahtlinien in den Raum gezeichnete Formen – ganz so, als ob das Hintergrundpapier einer Zeichnung weggeschnitten worden wäre und nur die Linien zurückgelassen hätte“. Ihr künstlerischer Ausdruck blieb auch in Calders Heimat nicht unbemerkt. So organisierte die Weyhe Gallery, New York im Februar/März 1928 die erste Einzelausstellung. Calder selbst schuf die ausschließlich aus Draht geformte Fensterdekoration, eine nach unten hängende und den Ausstellungstitel „Wire sculpture by Calder“ (Drahtskulptur von Calder) präsentierende Luftakrobatin. Es folgten weitere Ausstellungen in New York und Paris, im April 1929 auch in Berlin: in der auf expressionistische Kunst spezialisierten Galerie Neumann-Nierendorf. Die Kritik war überaus positiv. Der Publizist Adolf Behne fasste treffend zusammen: „Er lässt aus seiner Plastik weg, was seit Thutmes in Aegyptien als das A und O aller Plastik galt: die Masse, die Körperlichkeit. An die Stelle des Tones, Holzes, Steines, Erzes setzt er die – Luft, einfach die Luft […]. Und er macht die Luft räumlich durch sauber hingestellte Konturen aus Draht. […] Bei Calder ist manches von den plastischen Experimenten der russischen Konstruktivisten wieder munter geworden. Aber der Calderische Konstruktivismus ist ohne Mechanismus … er spielt.“

### Vom Zirkus zumCirque Calder

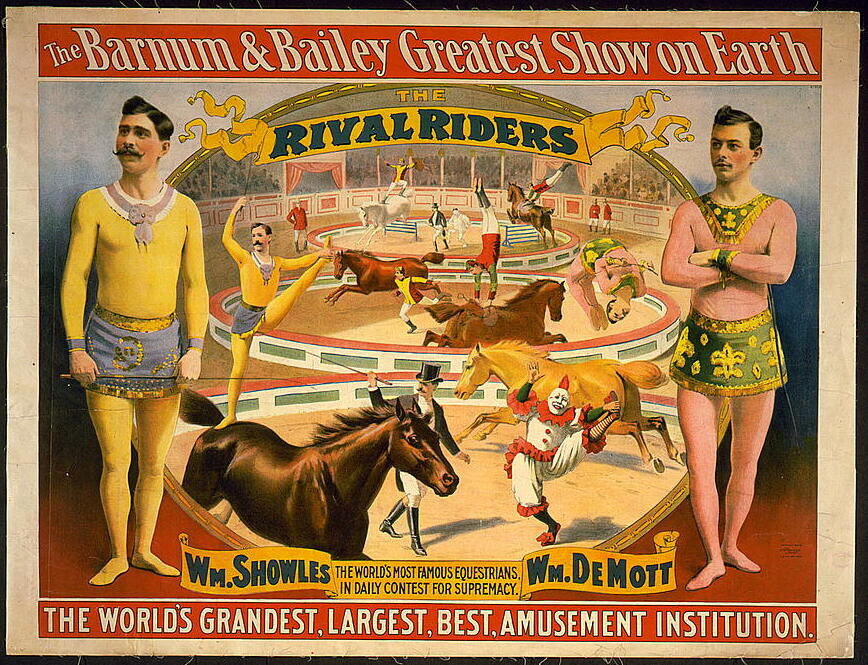
The Barnum & Bailey Greatest Show on Earth, Poster von 1895

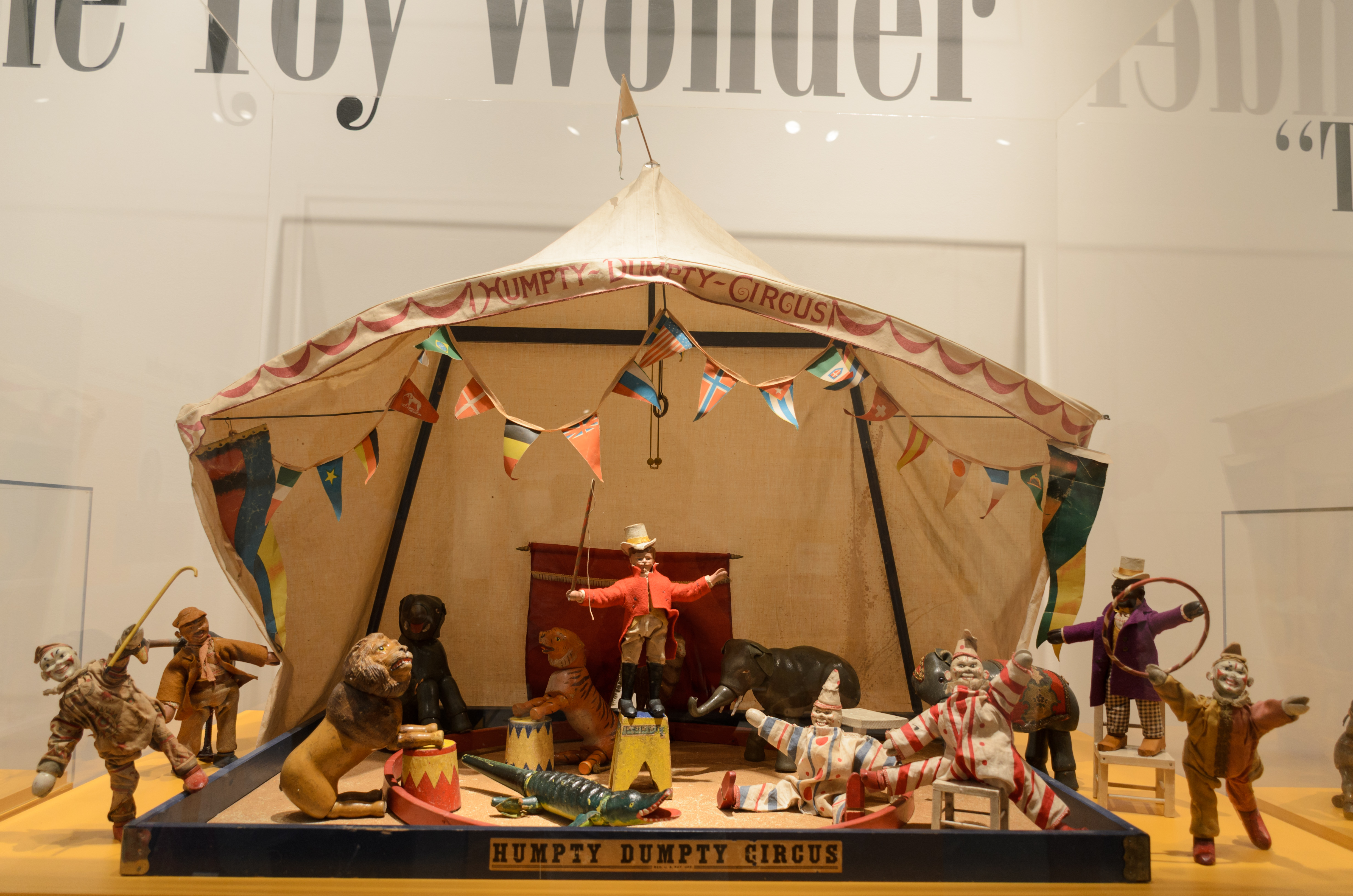
Humpty Dumpty Circus, ab 1903, Philadelphia History Museum (2016)

Unmittelbar vor seiner Abfahrt nach Europa hatte Calder ein zweites Zirkusbild gemalt. Das mit der Widmung „To the Hayeses June 27, 1926 from Uncle Sandy“ (Für die Hayes', 27. Juni 1926, von Onkel Sandy) versehene Ölgemälde trägt den Titel Circus Scene. Zu sehen ist ein großes Durcheinander unter einem riesigen Zeltdach: Vorne haben sich drei Elefanten auf Befehl ihres Dresseurs aufgerichtet. In der Mitte bietet eine junge Frau ihre Akrobatik auf dem Rücken eines galoppierenden Schimmels dar. In einer dritten Manege wird ein bizarrer Seiltanz vorgeführt. Jede freie Stelle ist ausgefüllt mit Clowns, echten und falschen Tieren. Links im Vordergrund sorgt eine Kapelle für die musikalische Untermalung. Ein Fotograf hält die Kunststücke im Bild fest. Mit diesem Geschenk hatte Calder sich von den Kindern seiner in Berkeley, Kalifornien, lebenden Schwester Margaret „Peggy“ und ihrem Mann Kenneth Hayes verabschiedet.
Die in einem europäischen Zirkus undenkbare simultane Vorstellung in drei Manegen war im Zirkus der Ringling Brothers ganz einfach „The Greatest Show on Earth“ (die größte Show der Welt). Unter einem riesigen Zirkusdach herrschten ein dichtes Gedränge und ein schier unglaubliches Getöse. Das visuelle Spektakel und die Theatralik der Auftritte sieht L. Joy Sperling auf einige von Calders Darbietungen übertragen – wenn beispielsweise der Schwertschlucker sich bei Schlucken des Spießes dreht und windet oder der sich aufspielende Löwe von seinem Dompteur kurzerhand erschossen wird.
Aber auch Calders Kontakt mit dem französischen Zirkus, speziell dem Cirque Medrano, wirkte sich auf die Gestaltung seiner Figuren aus. Am auffälligsten ist dies wohl in der Verkörperung des nach der französischen Zirkusfamilie Loyal Monsieur Loyal genannten Ringmeisters. Mit dieser Abkehr vom Lauten geht eine wortreichere Performance einher – vorgetragen vom Impresario, in seinem ihm eigenen, urkomischen Franglais. Die teils geradezu absurden Handlungen erforderten tatsächlich eine Geschichte. Ein Beispiel: Statt sie zu verfehlen, tötete der Sultan von Senegambien seine Assistentin versehentlich mit seinen Äxten, woraufhin sie von zwei watschelnden Sanitätern hinausgetragen wurde – um als „zweite Assistentin“ hinter einem Vorhang erneut aufzutauchen und das gleiche Schicksal zu erleiden wie die Vorgängerin. Und so weiter. Die Pointe war Calders Erklärung, ein stetiger Strom von Assistentinnen warte hinter den Kulissen auf den Befehl des Sultans.
Neben dem Zirkus selbst diente Calder der in den USA äußerst populäre Humpty Dumpty Circus der Albert E. Schoenhut Toy Company, Philadelphia als Inspirationsquelle. Bereits vor seiner Spielwarenproduktion in Paris hatte er nach eigenen Angaben ein Schoenhut-Set „verschönert“. „Es gab einen Elefanten und ein Maultier. Sie konnten dazu gebracht werden, auf ihren Hinterteilen, Vorderteilen oder Köpfen zu stehen. Dann gab es Clowns mit Schlitzen in den Füßen und Klauen als Hände; sie konnten auf einem Fuß oder einer Hand auf einer Leiter balancieren. Einst verband ich diese Dinge mit Schnüren, sodass der Clown auf dem Rücken des Elefanten landen konnte.“ Genau dies markiert den eigentlichen Beginn des Cirque Calder: Statt mit einfachen Schlitzen und Kerben stattete Calder kleine Figuren mit Drahtschlaufen aus, um sie an Schnüren zu bewegen. Damit kann der Amerikaner als einer der Wegbereiter für die später sehr populäre kinetische Kunst betrachtet werden.
In fünf Jahren, von 1926 bis 1931, wuchs die Sammlung auf etwa 200 Exponate an. Calder bewahrte diese in fünf großen Koffern auf – immer bereit, mit Le Cirque auf Reisen zu gehen und seine kleinen Akteure an jedem gewünschten Ort auftreten zu lassen.

## Aufführungen
Die ersten Aufführungen fanden in Calders „Studio“ in der Rue Daguerre statt, das er im August 1926 angemietet hatte. Genau genommen handelte es sich um ein Zimmer, kaum größer als das im Hotel. Die Besucher mussten sich niederlassen, wo immer sie Platz fanden. Die private Atmosphäre war nicht vergleichbar mit der in einem herkömmlichen Puppentheater. Vor Beginn der Inszenierung entrollte Calder einen Teppich, baute darauf die Manege auf und legte seine Figuren bereit. Dann folgten Monsieur Loyals Ankündigung, „Mesdames et Messieurs, je vous présente …“ sowie die von Grammophon-Musik untermalte Aufführung der etwa 20 Zirkusnummern. Zur Faszination des Publikums trug sicherlich auch das Zusammenspiel der Darsteller bei: Gegenüber seinen kleinen Akteuren muss der große Calder geradezu monumental gewirkt haben. Für Spannung sorgte die Ungewissheit, genau wie im echten Zirkus: Dem Hund gelingt es vielleicht nicht, durch den Papierreifen zu springen. Die Reiterin findet möglicherweise ihr Gleichgewicht nicht wieder, die Luftakrobaten könnten im Netz landen etc. Ausfälle gab es immer wieder und jedes Gelingen wurde freudig beklatscht. Das Publikum wurde in die Handlung mit einbezogen und immer wieder aufgefordert, die Künstler anzufeuern. Das Spektakel konnte bis zu zwei Stunden dauern.
Zu den ersten Zirkusbesuchern zählten im Herbst 1926 die Kunstmäzenin Frances C. L. Robbins, kurz darauf die englische Romanautorin Mary Francis Butts und der Schriftsteller Jean Cocteau. Nachdem Calders Berater Marc Réal am 1. Mai 1927 den Zirkuskritiker André Legrand, bekannt als „Legrand-Chabrier“, mit ins Studio gebracht und dieser seine Begeisterung im Wochenblatt Candide zum Ausdruck gebracht hatte, verbreitete sich die Neuigkeit schnell. Nach und nach fand sich die gesamte Pariser Avantgarde ein, darunter die befreundeten Künstler Fernand Léger, Piet Mondrian, Joan Miró, Hans Arp, Marcel Duchamp und Tsuguharu Foujita, die Fotografen Man Ray und André Kertész, der Dichter Robert Desnos, der Architekt Le Corbusier und der Musiker Edgar Varèse. Sogar Paul Fratellini, der älteste der drei berühmten Clownbrüder, kam. Seine Bewunderung galt dem Dackel aus einem einfachen Gummischlauch, dessen unterschiedlich lange Beine für einen wackeligen Gang sorgten. Calder fertigte für ihn eine größere Ausführung von „Miss Tamara“, die Pauls Bruder Albert dann jahrelang in seinen Sketchen an der Leine herumführte.
Im November 1927 trat Alexander Calder eine Reise in die USA an. Zunächst unterschrieb er in Wisconsin einen Vertrag mit der Gould Manufacturing Company für den Entwurf von Prototypen zu einer Reihe von bewegten Tierfiguren aus Sperrholz. Im Winter mietete er in New York ein Zimmer für seine Cirque-Calder-Aufführungen. Nachdem er den Sommer auf einer Farm in Peekskill, New York mit der Arbeit an Holz- und Drahtskulpturen verbracht hatte, kehrte der Künstler im November 1928 nach Paris zurück.
Die einzelnen Aufführungen sind durch biografische und autobiografische Aufzeichnungen sowie Briefe und andere Dokumente belegt. Eine Auswertung der in die Chronology der Calder Foundation aufgenommenen Daten ergibt: Cirque Calder kam mindestens 70-mal zur Aufführung, zunächst in Paris, im Winter 1927/28 und ab August 1929 häufig in New York, in Cambridge, Boston und kleineren US-amerikanischen Orten, später auch in Chicago, Washington, D.C., in London und einige Male in Spanien. Ab 1941 scheint das Atelier in Roxbury zum zentralen Aufführungsort für Calder’s Circus geworden zu sein.

## Kontext

### Kunsthistorische Einordnung

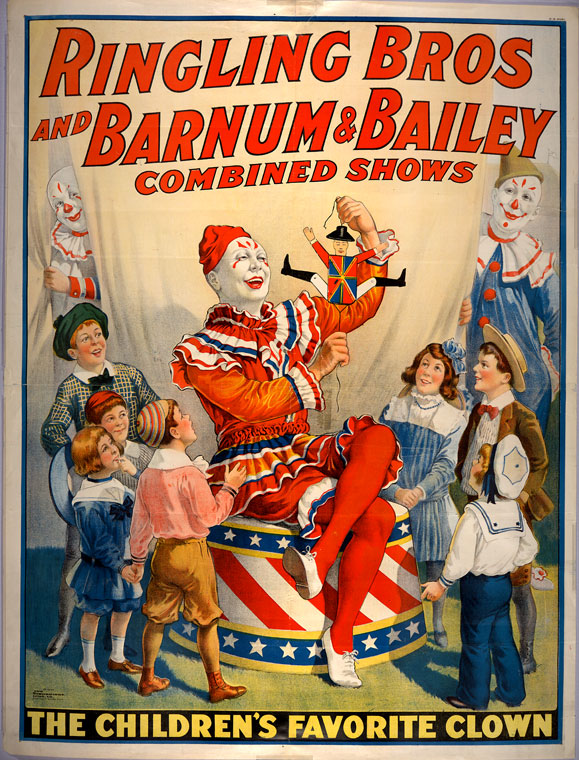
Ringling Bros. and Barnum & Bailey Combined Shows, Poster von 1920

Indem Calder den Zirkus als Thema seiner Kunst wählte, schien er vordergründig in die Fußstapfen einer europäischen Avantgarde-Tradition getreten zu sein. Seine Leidenschaft für den Zirkus und die Zirkusästhetik war der seiner Pariser Vorgänger und Zeitgenossen jedoch völlig entgegengesetzt. Während beispielsweise Pablo Picassos Vision des Zirkus von Tragödien, Angst vor Ohnmacht und einer lethargischen Monotonie durchdrungen war, wollte Calder das Spektakel des Zirkus jenseits des Atlantiks heraufbeschwören. Seine Interpretation hatte viele Gemeinsamkeiten mit der angloamerikanischen Vorstellung des Künstlers als Showman. Statt sich selbst als Artist zu sehen (wie Picasso), übernahm Calder die Rolle des Schicksal-Lenkers. Im Unterschied zum Marionettenspieler agierte er jedoch auf und nicht hinter der Bühne.
Bis 1930 war Calders Zirkus zu einem sozialen und künstlerischen Event geworden, zu einem Kunstwerk, über das man sprach. Um es in kindlich kontrollierter Instabilität und Chaos schwelgen zu lassen, umging Calder das Bedürfnis der Erwachsenen nach visueller und intellektueller Ordnung. Er ließ zu, dass beispielsweise Thomas Wolfe das in seinen Augen zu lange Scheitern der Trapezkünstler verspottete. Ja, mehr noch: Er suchte diese Momente geradezu, da seine Arbeit genau dann die größte kreative Kraft ausübte. Die Panik, der Nervenkitzel, die Angst und die Unsicherheit waren das, wonach Calder zuallererst in seinem Circus strebte und wonach er in all seiner späteren Kunst weiter zu suchen schien. Der Enkel Calders und Präsident der Calder Foundation Alexander S. C. Rower fasst es folgendermaßen zusammen: „Calders Innovation bestand darin, sein Publikum in ein Live-Erlebnis mit Witz, Erregung, Musik und Action einzutauchen. Rückblickend ist deutlich geworden, dass der Cirque die Premiere der Performance als Kunst war.“

### Eingliederung ins künstlerische Werk
Während seiner Zeit in Paris entwarf Alexander Calder neben seinen Zirkusfiguren und Drahtskulpturen bereits die ersten Mobiles (wenn auch Marcel Duchamp diese Bezeichnung erst 1931 prägte). Die drei zwar leicht zeitversetzten, aber durchaus auch parallel realisierten Projekte hatten einen gemeinsamen Nenner: Draht. Messingdraht war für Calder das ideale Material, um filigrane, transparent erscheinende Geschöpfe zu erschaffen und seinen Akrobaten und Zirkustieren sowohl ein stabiles Gerüst als auch eine instabile, wenn nicht gar vibrierende Mobilität zu verleihen. Und genau dieses führte Calder in seinen kinetischen Kunstwerken fort, indem er organisch geformte Metallplatten an ausgeklügelten Drahtkonstruktionen aufhängte.
Mit den Ausstellungen in beispielsweise der Weyhe Gallery in New York „wuchs Calders Ansehen […] von dem eines exzentrischen amerikanischen Spielzeugmachers, der auf den Straßen von Paris für seinen orangefarbenen Anzug und sein manchmal bizarres Verhalten bekannt war, zu einem legitimen, respektierten und wohlerzogenen surrealistischen Bildhauer“. Den Ursprung sieht auch der Kunstkritiker Jed Perl im Cirque Calder. Für ihn ist Calders Animation der kleinen Figuren der „Beginn einer Belebung des Unbelebten, die einige Jahre später mit dem meisterhaften Lyrizismus seiner größten Mobiles ihren Höhepunkt erreichen sollte.“

## Nachlass
Seit Mai 1982 ist Calder’s Circus Teil der Sammlung des New Yorker Whitney Museum of American Art. Eine öffentliche Spendenaktion hatte den Ankauf ermöglicht. Die in einer Vitrine ausgestellte Zirkustruppe ist jedoch nicht mehr Calders eigentliches Kunstwerk. In ihrer Bewegung erstarrt, fehlt den Figuren der Animateur, der sie zum Tanzen, Entkleiden, durch die Luft schwingen, Messerwerfen, Schießen, Seiltanzen und diversen weiteren Kunststücken bringt. Erst durch den Impresario wird „das Unbelebte belebt“ und damit das Kunstobjekt zum Kunstwerk, zur Performance.

### Filmmaterial
Dank des erhaltenen Filmmaterials kann immerhin ein Eindruck gewonnen werden:
- Im November 1953 hielt sich Calder für Zirkus-Filmaufnahmen in Paris auf. Die Kamera führte André Bac.[29] Das Ergebnis wurde 1955 veröffentlicht: Le Grand Cirque Calder 1927. Dokumentarfilm von 1955. Regie: Jean Painlevé. 16 mm Farbfilm. DVD © 2009 Les Documents Cinématographiques, Paris / Calder Foundation, New York. 43 Min.[30]

- Vor dem 3. August 1961 drehte der franko-portugiesische Regisseur Carlos Vilardebó einen Film mit Kommentaren von Alexander Calder[29]: Le Cirque de Calder. Kurzfilm von 1961. Regie: Carlos Vilardebó. Musik: Pierre Henry. 35 mm Farbfilm. 18 Min.[31]

Anlässlich der bis dato einzigen (und aufgrund der Sensibilität der Exponate wohl auch letzten) Reise des Cirque Calder produzierte das Whitney Museum eine DVD mit dem Film Painlevés. Vom 18. März bis 20. Juli 2009 bereicherte er die Ausstellung Alexander Calder: Les années parisiennes, 1926–1933 im Centre Georges-Pompidou, Paris (und zuvor das Pendant in New York). Im Gegenzug konnte das amerikanische Museum zum ersten Mal das Filmmaterial zeigen. In der Ausstellung Alexander Calder & Fischli/Weiss der Fondation Beyeler begleitete der Film 2016 einige hochrangige Drahtskulpturen.

### Bildmaterial
Das Bildmaterial unterliegt dem Urheberrecht und kann daher nicht hochgeladen werden. Die Exponate sind jedoch in Einzelaufnahmen auf der Website des Whitney Museums abrufbar. Das Archiv der Calder Foundation enthält 30 historische Fotografien. Darunter befinden sich Aufnahmen von Sasha Stone (1929), André Kertész (1929), Brassaï (1931), Herbert Matter (1943) und Agnès Varda (1953).
2014 präsentierte Kunst Meran 36 Originalfotografien aus der Cirque-Calder-Serie von Ugo Mulas. Ihre Entstehung wird auf 1963–1964 datiert.